# Goggenbach (Eschentaler Bach)
Der Goggenbach ist ein halbkilometerlanger Bach im Hohenlohekreis und dann dem Landkreis Schwäbisch Hall im nordöstlichen Baden-Württemberg, der in der Döttinger Teilgemarkung der Gemeinde Braunsbach  von links und Westsüdwesten in den Eschentaler Bach mündet.
Ein anderer Goggenbach fließt nahebei etwa westwärts zur Kupfer.

## Geographie

### Verlauf
Der Goggenbach entsteht in der Goggenbacher Teilgemarkung der Gemeinde Kupferzell etwa 1,2 km nordöstlich der Dorfmitte auf etwa 370 m ü. NHN im Buchwald, der dort den linken Talhang des Eschentaler Bachs einnimmt. Er fließt dort wenig unterhalb eines kleinen aufgelassenen Steinbruches aus einem Rohr. Etwa 400 Meter westsüdwestlich und 15 Meter über dem hier einsetzenden dauerhaft offenen Lauf gibt es in einem Feldgehölz im Gewann Heumahd in dort schon merklicher Talmulde einen nur periodisch wasserführenden Graben in Laufrichtung des Goggenbachs. Auch im alten Steinbruch unmittelbar am Beginn des Buchwaldes gibt es einen nur wenige Dutzend Meter langen offenen Bachabschnitt.
Der Goggenbach läuft durch eine landschaftstypische eingekerbte Muschelkalk-Klinge zwischen den Bergspornen Rehberg links und Linsenberg rechts beständig nach Ostnordosten. Nach 0,5 km ab dem Quellrohr mündet er in der Döttinger Teilgemarkung der Gemeinde Braunsbach auf etwa 295 m ü. NHN gegenüber dem offenen Flurgewann Kapelle am anderen Talhang von links in den Eschentaler Bach. Das mittlere Sohlgefälle liegt also bei 15 %.
Von Südsüdwesten aus dem Gewann Holz her läuft der Klinge eine weitere Talmulde zu, der Bach hat aber keine bedeutenden Zuflüsse. 
Der Bach fließt in einem anderthalb bis zwei Meter breiten, oft felsigem Bett, auf dem teils Kies, Steine und sogar Blockschutt liegt.

### Einzugsgebiet
Das Einzugsgebiet des Goggenbachs ist etwa 0,9 km² groß und liegt, naturräumlich gesehen, im Unterraum Kupferzeller Ebene und Kocheneck der Hohenloher und Haller Ebene.
Das Gebiet ist geologisch vom Oberen Muschelkalk bestimmt, in dem der Bach bis zur Mündung läuft und der im erwähnten Steinbruch als ungefähr 3 m hohe Felswand aufgeschlossen ist. Auf den beiden Bergspornen links und rechts liegt über diesem noch eine dünne Schicht Lettenkeuper (Erfurt-Formation), auf dem Rehberg links ist in diesen eine etwa 3 m tiefe und 12 m weite Trichterdoline eingebrochen und zeigt damit die Verkarstung des Muschelkalks darunter. Nahe dem obersten Grabenstück im Gewann Heumahd zeigt eine Karte aus der ersten Hälfte des 20. Jahrhunderts auch Dolinen an, die heute offenbar verfüllt sind.  Auf den höheren Lagen im westlichen und südlichen Einzugsgebiet ist der Lettenkeuper noch mit Lösssediment aus quartärer Ablagerung überdeckt. Von Südwesten her kommend quert eine Störung den Bachlauf, mit Tiefscholle an der Nordwestseite. Eine weitere zieht senkrecht dazu etwa entlang der südwestlichen Wasserscheide.
An dieser liegt an der Südspitze des Einzugsgebietes der mit 410,5 m ü. NHN höchste Punkt. Hinter dieser Scheide entwässern der Aspenbach und der andere Goggenbach westwärts zur Kupfer, jenseits des westlichen der Goggenbach und dessen Zufluss Hörlebach. Im Nordwesten grenzt das Einzugsgebiet des nächsten Kupfer-Zuflusses Ohrnbach an, im Norden das des Bachensteiner Bachs, dessen Abfluss über den Rüblinger Bach den Eschentaler Bach speist.
Der überwiegende Teil des Einzugsgebietes im südlichen, westlichen und mittleren Teil liegt in offener Flur, es sind große flurbereinigte Flächen, die heute fast völlig unterm Pflug stehen; noch in der ersten Hälfte des 20. Jahrhunderts gab es dort einen großen Anteil an Wiesen. Der kleinere mündungsnahe ist bewaldet. Auf der westlichen Wasserscheide steht, nahe am Ort Goggenbach jenseits von dieser, ein landwirtschaftliches Anwesen; es ist der einzige Siedlungsplatz mit Anteil am Einzugsgebiet. Zur Goggenbacher Teilgemarkung der Gemeinde Kupferzell gehört außer der gesamten offenen Flur auch ein großer Teil des Waldes im Osten in der Klinge und besonders auf den beiden Spornspitzen. Der mündungsnahe östliche Waldanteil liegt in der Döttinger Teilgemarkung der Gemeinde Braunsbach.

## Landschaftsschutzgebiet
Der Döttinger Einzugsgebietsanteil liegt im Landschaftsschutzgebiet Kochertal zwischen Schwäbisch Hall und Weilersbach mit Nebentälern.

### LUBW
Amtliche Online-Gewässerkarte mit passendem Ausschnitt und den hier benutzten Layern: Lauf und Einzugsgebiet des Goggenbachs

Allgemeiner Einstieg ohne Voreinstellungen und Layer: Daten- und Kartendienst der Landesanstalt für Umwelt Baden-Württemberg (LUBW) (Hinweise)
1. 1 2  Höhe nach dem Höhenlinienbild auf dem Hintergrundlayer Topographische Karte.
2. ↑  Länge nach dem Layer Gewässernetz (AWGN).
3. ↑  Einzugsgebiet abgemessen auf dem Hintergrundlayer Topographische Karte.
4. ↑  Länge abgemessen auf dem Hintergrundlayer Topographische Karte.
5. 1 2  Bachcharakteristik und Doline nach dem Layer Biotop.
6. ↑  Höhe nach schwarzer Beschriftung auf dem Hintergrundlayer Topographische Karte.
7. ↑  Schutzgebiet nach dem einschlägigen Layer.

### Andere Belege
1. ↑  Wolf-Dieter Sick: Geographische Landesaufnahme: Die naturräumlichen Einheiten auf Blatt 162 Rothenburg o. d. Tauber. Bundesanstalt für Landeskunde, Bad Godesberg 1962. → Online-Karte (PDF; 4,7 MB)
2. 1 2  Frühere Dolinen und frühere Landnutzung nach: Meßtischblatt 6724 Künzelsau von 1932 in der Deutschen Fotothek
3. ↑  Geologie nach den Layern zu Geologische Karte 1:50.000 auf: Mapserver des Landesamtes für Geologie, Rohstoffe und Bergbau (LGRB) (Hinweise)